# 5-idrossifuranocumarina 5-O-metiltransferasi
La 5-idrossifuranocumarina 5-O-metiltransferasi (numero EC 2.1.1.69) è un enzima appartenente alla classe delle transferasi, che catalizza la seguente reazione:
S-adenosil-L-metionina + una 5-idrossifurocumarina ⇄ S-adenosil-L-omocisteina + una 5-metossifurocumarina (reazione generale)
S-adenosil-L-metionina + bergaptolo ⇄ S-adenosil-L-omocisteina + bergaptene
L'enzima converte il bergaptolo in bergaptene, che ha un potenziale terapeutico nel trattamento della psoriasi, dal momento che ha attività fotosensibilizzante ed antiproliferativa. L'enzima metila il gruppo 5-ossidrile di alcune idrossi- e metilcumarine, ma ha bassa attività su fenoli non cumarinici. Il caffeato, il 5-idrossiferulato e la dafnetina non sono substrati. Cu2+, Zn2+ e Co2+ inibiscono l'enzima.